# Nymphon pixellae
Nymphon pixellae is een zeespin uit de familie Nymphonidae. De soort behoort tot het geslacht Nymphon. Nymphon pixellae werd in 1912 voor het eerst wetenschappelijk beschreven door Scott. 